# كاليب لويس
كاليب لويس (بالإنجليزية: Caleb Lewis)‏ هو كاتب مسرحي أسترالي، ولد في 16 أبريل 1978.